# Francisco de Paula Sánchez Gabanyach
Francisco de Paula Sánchez Gabanyach (Barcelona, 1845-Barcelona, 12 de septiembre de 1918) fue un músico y compositor español.

## Biografía
Músico compositor nacido en Barcelona el 6 de febrero de 1845. En 1853 ingresó, en su ciudad natal, en la capilla de música de la iglesia parroquial de Santa Ana, donde estudió solfeo y piano bajo la dirección de Pedro Llorens. Matriculado como alumno del conservatorio de Isabel II (1857), ganó el primer premio por los exámenes que sufrió en 1861, y que fueron presididos por el maestro Francisco Valldemosa. Aprendió más tarde armonía y composición con el maestro Gabriel Balart.
Bien pronto escribió una ópera italiana titulada Rahabba cuyo libreto compuso su padre, profesor de idiomas. La ópera se estrenó en el Gran Teatro del Liceo de Barcelona a finales de la temporada de 1867. Sánchez marchó a París en 1869. Allí recibió algunos consejos del compositor Auber. Regresó en 1871 a Barcelona, después de presenciar los sucesos relacionados con la guerra franco-prusiana y la Comuna de París. En 1881 se estrenó en el Teatro del Circo Barcelonés una ópera catalana en dos cuadros, poesía y música de su composición, La Cova del Orbs, que fue recibida con entusiasmo y representada durante veintiuna noches consecutivas. Ya en 1887 era profesor de Técnica musical y de las escuelas de Lectura a vista y de Conjunto en el Conservatorio Barcelonés de Isabel II, cargos que seguía ocupando en marzo de 1896.
Escribió gran número de melodías, duetos y coros, trabajos premiados unos en distintos certámenes, publicados algunos por las casas Langlois de París y Ricordi de Milán, y otros muchos por las principales casas editoriales. Escribió gran número de Recitados con acompañamiento de piano, como La confesión, Niñas y flores y Quién supiera escribir. También fue autor de las óperas Attala, Le Ghironde y Pierres di Provenza, la primera en dos actos y en cuatro las restantes. También fue autor de un oratorio titulado Il Giudizio stremo y un tratado de Didáctica musical.
Falleció en Barcelona el 12 de septiembre de 1918.